# »Weird Al« Yankovic
Alfred Matthew »Weird Al« Yankovic [ˈjæŋ.kəˌvɪk], ameriški pevec, glasbenik, satirik, parodist, tekstopisec, harmonikar, televizijski producent in igralec, * 23. oktober 1959, Downey, Kalifornija, ZDA.
Yankovic je najbolj znan po svojih pesmih, ki parodirajo glasbene uspešnice drugih avtorjev. V svoji karieri je posnel več kot 150 pesmi (parodij in lastnih stvaritev) ter prodal preko 12 milijonov albumov. Za svoje delo je prejel pet grammyjev in štiri zlate ter šest platinastih albumov v ZDA.
Poleg glasbenega udejstvovanja je napisal scenarij za film UHF, v katerem je zaigral tudi glavno vlogo, režiral nekaj videospotov zase in za druge glasbenike (npr. skupino Hanson) ter vodil lastno televizijsko oddajo. Leta 2011 sta z ilustratorjem Wesom Hargisom izdala slikanico z naslovom When I Grow Up, ki se je ob izidu uvrstila na New York Timesovo lestvico prodajnih uspešnic.

## Zgodnje življenje in začetek glasbene poti
Rodil se je očetu Nicku slovensko-hrvaškega in materi Mary Elisabeth italijansko-angleškega porekla v mestu Downey v Kaliforniji. Ded Matthew Yankovic (Matija Jankovič) se je rodil v Bednju v Beli krajini.
Njegova glasbena pot se je začela, ko so ga dan pred 7. rojstnim dnevom vpisali v tečaj igranja harmonike. Obiskoval ga je tri leta, nato pa nadaljeval s samostojnim učenjem pod vplivom vzornikov, kot je bil Frankie Yankovic (s katerim nista v sorodu). Bil je nadarjen otrok - v vrtec je šel leto bolj zgodaj kot vrstniki in preskočil drugi razred, zaradi česar ni sodeloval pri športih ter drugih prostočasnih dejavnostih z dve leti starejšimi sošolci. 
V zadnjem letniku srednje šole, leta 1976, je napisal in posnel pesmi Belvedere Crusin'  in Dr. D Superstar ter ju na kaseti poslal Dr. Dementu, voditelju komične oddaje na lokalni radijski postaji, ki je Belvedere Cruisin' , pesem o družinskem avtomobilu Plymouth Belvedere, takoj uvrstil v spored. Kot bruc na California Polytechnic State University je ob študiju arhitekture delal kot DJ na univerzitetni radijski postaji. Tam si je zaradi svojega nenavadnega sloga prislužil vzdevek »Weird Al«, ki ga uporablja še danes.
Leta 1979, tik pred zaključnim letnikom, je bil na vrhu glasbenih lestvic singl »My Sharona« skupine The Knack. Alfred je dobil zamisel za parodijo in na stranišču nasproti studia posnel pesem »My Bologna«. Tudi to je poslal Dr. Dementu in pri poslušalcih njegove oddaje je požela veliko navdušenja. Tudi Dougu Fiegerju, pevcu The Knack, je bila pesem všeč in po njegovem posredovanju pri vodstvu založbe Capitol Records je izšla kot singl, »Weird Al« pa je dobil polletno pogodbo pri založbi.
Leto kasneje je bil »Weird Al« Yankovic gost v oddaji Dr. Dementa, v živo naj bi posnel novo parodijo z naslovom »Another One Rides the Bus« (parodija »Another One Bites the Dust« skupine Queen). Ko je v čakalnici vadil pesem, je spoznal Jona »Bermuda« Schwartza, ki mu je povedal, da je bobnar, in sprejel povabilo za skupen nastop v oddaji. Pesem, ki jo je odigral in odpel »Weird Al«, Jon pa spremljal z bobnanjem po kovčku za harmoniko, je postala tako popularna, da sta jo leto kasneje odigrala še v živo na televiziji, v pogovorni oddaji The Tomorrow Show postaje NBC.

## Glasbena kariera
Prvo turnejo je začel leta 1981 kot del Dr. Dementovega šova. Na nastopu v Phoenixu (Arizona) ga je opazil manager Jay Levey in ga vprašal, ali je kdaj razmišljal o ustanovitvi skupine. Po pritrdilnem odgovoru je Jay organiziral avdicijo in Yankovicu ter Schwartzu sta se pridružila Steve Jay z basom in Jim West s kitaro. Njihov prvi nastop je bil 31. marca 1982.
Istega leta so posneli »I Love Rocky Road«, parodijo pesmi »I Love Rock 'n Roll« skupine Joan Jett and The Blackhearts, ki se je uvrstila na radijsko lestvico najboljših 40 in prinesla Yankovicu podpis pogodbe z založbo Scotti Bros. Records. Pri tej založbi je posnel svoja prva dva albuma, »Weird Al« Yankovic leta 1983 in »Weird Al« Yankovic in 3-D leta 1984. Prvi singl »Eat it«, parodija pesmi »Beat it« Michaela Jacksona, je postal pravi hit in se uvrstil na 12. mesto Billboardove lestvice Hot 100, k čemur je pripomogel tudi videospot, direktna parodija Jacksonovega videospota za »Beat it«.
V letih, ki so sledila, je Yankovic nadaljeval z rednim izdajanjem albumov, poleg tega pa sodeloval tudi v nekaterih drugih projektih. Leta 1991 se je skupini pridružil Rubén Valtierra s sintetizatorjem, kar je omogočilo Alu, da se je bolj posvetil petju in mu dalo več svobode na odru. Ves čas sodeluje z Dr. Dementom, ki v svoje kompilacije pogosto vključuje še neizdane Alove pesmi, napisal pa je tudi Alovo biografijo za kompilacijo Permanent Record: Al In The Box (1994).
Z izdajo svojega 14. albuma, Mandatory Fun leta 2014, je po 32 letih dokončno izpolnil pogodbo z založbo RCA Records. V intervjuju ob tem dogodku je napovedal odmik od konvencionalnih načinov izdajanja glasbe v prihodnosti, kar mu bo dalo več svobode in omogočilo hitrejše odzivanje na trende v popularni kulturi v dobi spletnih servisov za takojšnjo objavo multimedijskih vsebin, kakršen je YouTube. Doseg YouTubea in drugih spletnih socialnih omrežij je izkoristil že za promocijo zadnjega albuma, ko je v dnevih pred izdajo vsak dan objavil po enega od osmih videospotov ter s tem gradil pričakovanje. Taktika se je obrestovala, saj je v prvem tednu prodal več kot 100.000 izvodov in se prvič v karieri uvrstil na vrh lestvice Billboard 200.
V zadnjih letih med drugim sodeluje z ameriško rock skupino Portugal. The Man, za katero je po naročilu posnel polka remiksa njihovih hitov »Feel It Still« in »Live in the Moment«, leta 2020 pa so skupaj izdali še singl »Who's Gonna Stop Me« v počastitev dneva domorodcev, »njegovo prvo resno skladbo«.

## Zasebno življenje
Januarja 1998 si je dal z lasersko kirurgijo popraviti kratkovidnost in odvrgel očala, svoj zaščitni znak, hkrati pa obril tudi brke ter si pustil rasti lase in s tem popolnoma spremenil izgled. 10. februarja 2003 se je poročil s Suzanne Krajewski, dan kasneje se je rodila njuna hčerka Nina. 9. aprila 2004 sta na svojem domu v Kaliforniji umrla njegova starša zaradi zastrupitve z ogljikovim monoksidom, ki je izhajal iz pravkar prižganega kamina. Odkar mu je neki oboževalec leta 1992 podaril knjigo o zdravi prehrani, je vegetarijanec.

## Delo

### Glasba
»Weird Al« Yankovic je najbolj poznan po parodijah sodobnih glasbenih uspešnic, poleg njih pa je približno polovica njegovih pesmi originalov. Njegovo delo je satira zahodne družbe, največkrat govorijo pesmi o televiziji (celoten The TV Album), filmih (med njimi je najbolj znana The Saga Begins), prehranjevanju (celoten The Food Album) in medčloveških odnosih.
V parodijah poskuša s skupino natančno posnemati zvok in ritem besedila izvirnika, zaradi česar izpade samo besedilo še bolj komično in banalno. Poleg tega na vsak album uvrsti še mešanico refrenov popularnih radijskih hitov v stilu polke. To mu uspeva tudi zato, ker so tudi ostali člani njegove skupine vrhunski glasbeniki, multiinštrumentalisti, ki so sposobni po posluhu igrati pesmi drugih avtorjev. V nekaterih drugih pesmih spet parodira celoten glasbeni slog določene skupine namesto enega samega hita (npr. Devo v pesmi »Dare to be Stupid«).
Napisal je tudi pesmi za več filmov (npr. »This is the life« za film Johnny Dangerously, »Polkamon« za Pokémon: The Movie 2000 in parodijo uvodne pesmi iz filmov o Jamesu Bondu za film Spy Hard), vključno s celotno glasbo za svoj film UHF.
S skupino koncertira večinoma po Združenih državah Amerike in Kanadi, z izjemo Avstralije in Nove Zelandije, kamor so odšli igrat po uspehu albuma Poodle Hat v Avstraliji.

### Video, televizija in film
»Weird Al« v svoje videospote pogosto vključuje elemente oz. parodije elementov iz videospotov izvirnikov, ali pa se norčuje iz glasbenega stila na splošno. Spot za »Smells like Nirvana« (parodija Nirvanine pesmi »Smells Like Teen Spirit«) je posnet na skoraj enakem ozadju kot izvirnik, v njem pa nastopa tudi več istih igralcev. Drugi, ki posnemajo izvirnike, so videospoti za pesmi »Eat It« (vsaka scena posebej je parodija scene originalnega Jacksonovega spota za »Beat it«), »Fat«, »Money For Nothing/Beverly Hillbillies*«, »Bedrock Anthem«, »Headline News« in »White & Nerdy«.
Leta 1989 sta z managerjem Jayjem Levyjem napisala scenarij za film UHF, v katerem je igral tudi glavno vlogo. Film je satira televizijske in filmske industrije. Izdan je bil pod okriljem studia Orion Pictures, a ni dosegel komercialnega uspeha. Več uspeha je prinesla šele izdaja na DVD-ju leta 2002, predvsem na račun Yankoviceve siceršnje popularnosti.
Med septembrom 1987 in septembrom 1988 je vodil televizijsko serijo The Weird Al Show, poleg tega pa tudi nekaj epizod Al TV na postaji MTV, v katerih je prikazoval videospote za svoje pesmi in zrežirane intervjuje z glasbeniki, katerih pesmi parodira.
Sam je režiral vse svoje videospote od leta 1993 dalje in dele nekaterih prejšnjih. Poleg tega je režiral tudi nekaj videospotov drugih glasbenikov, med njimi del spota za pesem »River« skupine Hanson, »Rockin' the Suburbs« Bena Foldsa in »Wail« za John Spencer Blues Explosion. V nekaterih od teh je tudi nastopal.

## Odzivi
»Weird Al« Yankoviceva kariera traja že več kot 30 let, s čimer prekaša večino popularnih glasbenikov, katerih dela parodira. Njegova priljubljenost z leti ne pada, kvečjemu obratno. Njegova prva album in singl, ki sta se uvrstila na Billboardovo lestvico Top 10, sta izšla šele leta 2006, njegov prvi album na vrhu lestvice Billboard 200 pa je izšel leta 2014. V svoji karieri je nanizal tudi pet grammyjev (albumi Eat it, Poodle Hat in Mandatory Fun, videospot »I'm Fat« ter kompilacija Squeeze Box: The Complete Works Of »Weird Al« Yankovic), enajst drugih nominacij za grammyja, štiri zlate albume in 6 platinastih albumov samo v ZDA.
Načelo poštene uporabe Zveznega zakona o avtorskih pravicah (U.S. Copyright Law) mu dopušča neovirano uporabo originalnih del za parodije, kljub temu pa Al avtorje originalov vedno prosi za dovoljenje. Večina avtorjev je počaščenih, da želi parodirati njihovo delo, saj to pomeni, da so dosegli prepoznavnost. Med vidnejšimi primeri so:
- Kurt Cobain je dovolil Alu, da izda parodijo Nirvaninega hita »Smells Like Teen Spirit«. V kasnejšem intervjuju je dejal, da je šele po Alovi prošnji spoznal, da je skupini uspelo.[6]
- Michael Jackson je bil Alov velik ljubitelj. Dovolil mu je posneti parodije svojih uspešnic »Beat It« in »Bad« ter uporabiti isto sceno kot v videospotu »Bad« iz filma Moonwalker za spot »I'm Fat«. Zavrnil je le prošnjo za parodiranje pesmi »Black & White«.
- Mark Knopfler je odobril parodijo pesmi njegove skupine Dire Straits »Money for Nothing« in na snemanju za album UHF - Original Motion Picture Soundtrack and Other Stuff sam zaigral kitaro v pesmi.[18]
- Donu McLeanu je bila zelo všeč pesem »The Saga Begins«, parodija njegovega hita »American Pie«. »The Saga Begins« sicer pripoveduje zgodbo filma Grozeča prikazen iz sage Vojna zvezd, ki jo je Yankovic spesnil na podlagi govoric in posnel še preden je bil film prikazan, saj jo je nameraval predstaviti kmalu po premieri filma. Toplo jo je sprejel tudi George Lucas.[19]
- Chamillionaire je bil navdušen nad Alovo parodijo svoje pesmi »Ridin« z naslovom »White & Nerdy« in jo celo uvrstil na svojo MySpace stran še preden je slednji izdal album.
- Ray Manzarek, klaviaturist skupine The Doors, je zaigral klaviature v skladbi »Craigslist«, ki posnema glasbeni slog skupine.[20]

Drugi glasbeniki zavračajo njegove prošnje, najvztrajneje med njimi Prince, ki ga je Al že večkrat vprašal ali lahko posname parodijo katere od njegovih pesmi. Med kontroverznejšimi primeri je pesem »Amish paradise«, parodija Cooliove »Gangsta's paradise«, ki jo je »Weird Al« izdal po zagotovilu založbe, da se Coolio s tem strinja, a je slednji to kasneje zanikal. Na koncu sta se vendarle pobotala. Leta 2006 je dobil dovoljenje Jamesa Blunta, da izda »You're Pitiful«, parodijo Bluntove pesmi »You're Beautiful« in jo že posnel, a jo je zaradi pritiska Bluntove založbe Atlantic Records moral izločiti iz prihajajočega albuma Straight Outta' Lynwood. Zato je pesem dal na voljo brezplačno na svoji MySpace strani, v videospotu za pesem »White & Nerdy« pa prikazal, kako vandalizira Wikipedijin članek o založbi Atlantic Records, kjer zamenja vsebino z velikim napisom »YOU SUCK!« (Smrdite!). Tudi med izvajanjem pesmi na koncertih večkrat nosi živorumeno majico z napisom Atlantic Records Sucks. Med ostalimi glasbeniki, ki so zavrnili Alove prošnje, so Eminem (ta je sicer Alu sicer dovolil izdati parodijo pesmi »Lose Yourself«, a ni dovolil posneti videospota, saj naj bi škodil njegovemu ugledu), Jimmy Page in Paul McCartney.
Leta 2018 je »Weird Al« Yankovic dobil svojo zvezdo na Hollywoodski aleji slavnih.

### Posnemovalci in zmotno pripisovanje
Na spletnih straneh in servisih za izmenjavo datotek kroži ogromno parodij, ki jih po pomoti pripisujejo Yankovicu. Pravi, da je to njegova največja zamera tovrstnim stranem, saj so te pesmi pogosto vulgarne, rasistične ali vsaj slabe kvalitete, s čimer škodijo njegovemu ugledu. Obstaja spletna stran, ki zbira takšne pesmi in navaja prave avtorje, najboljša referenca pa je še vedno seznam vseh pesmi, ki jih je Al posnel.

## Diskografija
| Naslov                                                   | Leto izida |
| -------------------------------------------------------- | ---------- |
| »Weird Al« Yankovic                                      | 1983       |
| »Weird Al« Yankovic in 3-D                               | 1984       |
| Dare to Be Stupid                                        | 1985       |
| Polka Party!                                             | 1986       |
| Even Worse                                               | 1988       |
| Peter and the Wolf (z Wendy Carlos)                      | 1988       |
| »Weird Al« Yankovic's Greatest Hits                      | 1988       |
| UHF - Original Motion Picture Soundtrack and Other Stuff | 1989       |
| Off the Deep End                                         | 1992       |
| The Food Album                                           | 1993       |
| Alapalooza                                               | 1993       |
| Permanent Record: Al in the Box                          | 1994       |
| Greatest Hits Volume II                                  | 1994       |
| The TV Album                                             | 1995       |
| Bad Hair Day                                             | 1996       |
| Running With Scissors                                    | 1999       |
| Poodle Hat                                               | 2003       |
| Straight Outta Lynwood                                   | 2006       |
| Alpocalypse                                              | 2011       |
| Mandatory Fun                                            | 2014       |

## Videografija
- The Compleat Al (1985) - avtobiografski »dokumentarec«
- UHF (1989) - celovečerec
- The »Weird Al« Yankovic Video Library (1992) - zbirka videospotov
- Alapalooza: The Videos (1993) - zbirka videospotov
- »Weird Al« Yankovic: The Ultimate Collection (1993) - zbirka videospotov
- Bad Hair Day: The Videos (1996) - zbirka videospotov
- »Weird Al« Yankovic: The Videos (1996) - zbirka videospotov
- »Weird Al« Yankovic Live! (1999) - zbirka koncertnih posnetkov
- »Weird Al« Yankovic: The Ultimate Video Collection (2003) - zbirka videospotov
- The Weird Al Show - The Complete Series (2006) - vse epizode TV oddaje The Weird Al Show